# Vasco Calonaci
Vasco Calonaci (San Gimignano, 25 marzo 1927 – Siena, 21 maggio 1998) è stato un politico italiano.

## Biografia
Vasco Calonaci nacque a San Gimignano in provincia di Siena nel 1927. Arrestato ed incarcerato nel 1943, fu partigiano combattente e volontario nel Gruppo di combattimento "Cremona" del Comitato di Liberazione Nazionale.
Dopo la guerra fu segretario di sezione e del comitato comunale del Partito Comunista Italiano di San Gimignano, e nel 1951 consigliere comunale; fu in seguito membro del comitato federale e del comitato direttivo federale della segreteria provinciale del PCI senese, del comitato direttivo regionale, nonché segretario della federazione provinciale di Siena. Eletto consigliere provinciale dal 1964, divenne presidente della Provincia di Siena nel 1975. Nel 1979 fu eletto alla Camera dei deputati per due legislature (VIII, IX), rimanendo in carica fino al 1987.
Fu fondatore e presidente dell'Archivio storico del movimento operaio senese dal 1984 fino al 1998, anno della morte, avvenutà all'età di 71 anni.

## Archivio
La documentazione prodotta da Vasco Calonaci nel corso della sua vita è stata donata all'Archivio storico del movimento operaio e democratico senese. La documentazione fu ordinata dallo stesso Calonaci per materie e cronologicamente; tre buste sono state raccolte e riordinate dopo la sua morte.